# M32 (пушка)
M32 — американская 76-мм нарезная танковая пушка, длина ствола 60 калибров. Пушка устанавливалась в танк М41A1 «Walker Bulldog». Основным вооружением танка являлась пушка M32(T91E3), заменённая в ходе модернизации на М32А1. В её боекомплект входили выстрелы с бронебойно-трассирующими, кумулятивными, осколочно-фугасными снарядами, снарядами с готовыми убойными элементами, дымовыми и другие; в 1982 году для пушки был разработан бронебойный оперённый подкалиберный снаряд. Вертикальные углы наведения составляли от −9°75' до +19°75'. 
По сравнению с предшественником (лёгким танком Chaffee) М41 был лучше вооружён: на нём установили новую 76,2-мм длинноствольную пушку с начальной скоростью снаряда около 1000 м/сек, оборудованную клиновым затвором, концентрическим противооткатным устройством и эжекционным устройством для удаления пороховых газов. Стабилизатора вооружения и дальномера на танке не было. 
Пушка устанавливалась непосредственно на цапфах и прикрывалась заострённой маской. Наведение по вертикали и горизонтали осуществляется наводчиком и командиром танка с помощью механизмов с электрогидравлическими приводами. Для наводчика был предусмотрен телескопический прицел с переменным увеличением. На некоторых образцах танка М41 устанавливался прицел-дальномер. 
На модификации М41А1 установка вооружения была стабилизирована в двух плоскостях наведения. Длинноствольная 76-мм пушка была достаточно эффективным оружием против многих более тяжёлых танков.